# Los Àrbols
Los Àrbols és una partida de camps de conreu de secà del terme municipal de Conca de Dalt, dins del territori de l'antic terme d'Aramunt, al Pallars Jussà.
Està situada al nord-est de les Eres d'Aramunt, en els vessants occidentals del Tossal de Sant Pere, al nord de los Àrbols i a migdia de Barrelles. Les partides més properes són Toís, al nord-est, els Mians, al sud-oest, i la coma de les Comes al nord-oest.